# أبرشية الرومان الكاثوليك في بانجارماسن
أبرشية الرومان الكاثوليك في بانجارماسن (بالإنجليزية: Roman Catholic Diocese of Banjarmasin)‏ هي أبرشية تقع في إندونيسيا في . يقدر عدد سكانها بـ 3,680,000 نسمة .